# Sigrdrífumál

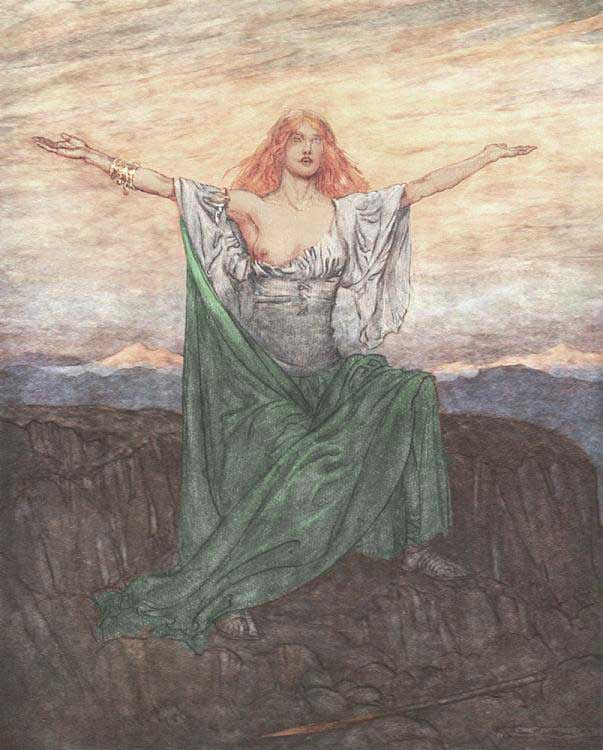
Despertando de su sueño Sigrdrífa saluda al día, la noche, los dioses y diosas. Ilustración de Arthur Rackham.

Sigrdrífumál o Brynhildarljóð es uno de los poemas heroicos de la Edda poética. Relata el encuentro de la valquiria Sigrdrífa con el héroe Sigurðr. En su mayor parte consiste en los consejos que le da Sigrdrífa, incluyendo crípticas referencias a la mitología nórdica y runas mágicas. La métrica de la obra es la aliteración fornyrðislag (a excepción de la primera estrofa).
El comienzo del poema fue conservado en el Codex Regius, donde viene a continuación de Fáfnismál. El final se encuentra en ocho hojas que se perdieron del manuscrito pero fue preservado en copias posteriores. La saga Völsunga describe la escena y contiene algunos versos.
Henry Adams Bellows indica en sus comentarios que las estrofas 2 - 4 son «tan buenas como ninguna en la poesía en nórdico antiguo», y estas tres estrofas constituyen la base de gran parte del tercer acto del drama wagneriano, Siegfried.